# Mariano Duncan
Mariano Duncan Nolasco (nacido el 13 de marzo de 1963 en San Pedro de Macorís) es un ex segunda base y shortstop dominicano que jugó en las Grandes Ligas de Béisbol para varios equipos durante su carrera de 12 años. Fue el técnico del infield y técnico de primera base de los Dodgers de Los Ángeles bajo las dirigencias de Grady Little y   Joe Torre. Actualmente es el técnico de bateo del equipo de Double AA de los Cachorros, los Tennessee Smokies.

## Carrera

### Los Angeles Dodgers
Duncan fue firmado por los Dodgers de Los Ángeles como agente libre el 7 de enero de 1982. Jugó en el sistema de ligas menores de los Dodgers tres temporadas con Lethbridge Expos, en 1982, los Vero Beach Devil Rays en 1983 y San Antonio Missions en 1984. Se robó  56 bases con los Vero Beach y 41 bases con los San Antonio Missions. Hizo su debut en Grandes Ligas, en la segunda base, para los Dodgers el 9 de abril de 1985 contra los Astros de Houston, yéndose de 4-0 en su debut. Dio su primer hit de Grandes Ligas el 10 de abril contra el lanzador Joe Niekro. Bateador de ambas manos los tres primeros años en Grandes Ligas
Se robó 38 bases en su primera temporada y terminó tercero en la votación para Novato del Año.

### Cincinnati Reds
Duncan fue canjeado por los Dodgers a los Rojos de Cincinnati junto a Tim Leary el 18 de julio de 1989 por Lenny Harris y Kal Daniels.

### Philadelphia Phillies
Duncan firmó con los Filis de Filadelfia el 14 de abril de 1992. Jugó tres temporadas con los Filis antes de ser reclamado como waivers por los Rojos el 8 de agosto de 1995.

### New York Yankees
El 11 de diciembre de 1995, Duncan firmó con los Yanquis de Nueva York. Pasó una temporada y media con los Yankees.
Acuñó la frase, "we play today, we win today... das it!" que se convirtió en el mantra para el campeonato de los Yankees en la Serie Mundial de 1996. Muchos de los jugadores llevaban camisetas con el lema bajo el uniforme todos los días.

### Toronto Blue Jays
Duncan fue cambiado a los Azulejos de Toronto el 29 de julio de 1997 por el jugador de ligas menores Ángel Ramírez. Pasó la mitad de la temporada con los Azulejos.

### Yomiuri Giants
Duncan jugó una temporada con los Yomiuri Giants en 1998.

## Highlights
Miembro del equipo campeón (Rojos de Cincinnati) en la Serie Mundial de 1990, del equipo subcampeón (Filis de Filadelfia) en la Serie Mundial de 1993 y del equipo campeón (Yankees de Nueva York) en la Serie Mundial de 1996.

## Como técnico
- 2003: Gulf Coast Dodgers
- 2004: Jacksonville Suns
- 2005: Las Vegas 51s
- 2006-2010: Los Angeles Dodgers
- 2011: Tennessee Smokies

## Liga Dominicana
En la Liga Dominicana, Duncan jugó durante siete temporadas con los Tigres del Licey. Terminó con promedio de.248, 17 dobles y 31 triples en 180 juegos y 617 turnos al bate.
Duncan fue exaltado al Pabellón de la Fama del Deporte Dominicano el 19 de octubre de 2008.